# Cebadilla 1ra. Sección
Cebadilla 1ra. Sección är en ort i Mexiko.   Den ligger i kommunen Tapachula och delstaten Chiapas, i den sydöstra delen av landet, 900 km sydost om huvudstaden Mexico City. Cebadilla 1ra. Sección ligger 114 meter över havet och antalet invånare är 1 384.
Terrängen runt Cebadilla 1ra. Sección är lite kuperad. Runt Cebadilla 1ra. Sección är det ganska tätbefolkat, med 239 invånare per kvadratkilometer. Närmaste större samhälle är Tapachula, 5,0 km nordost om Cebadilla 1ra. Sección. Trakten runt Cebadilla 1ra. Sección består till största delen av jordbruksmark.